# Orquesta Gürzenich de Colonia
La Orquesta Gürzenich de Colonia (Gürzenich Orchester Köln) es una orquesta filarmónica alemana basada en Colonia. Su nombre proviene de su antigua sala de conciertos principal, la Sala Gürzenich en Colonia.  Actualmente, su sala de conciertos principal es el Kölner Philharmonie.

## Historia

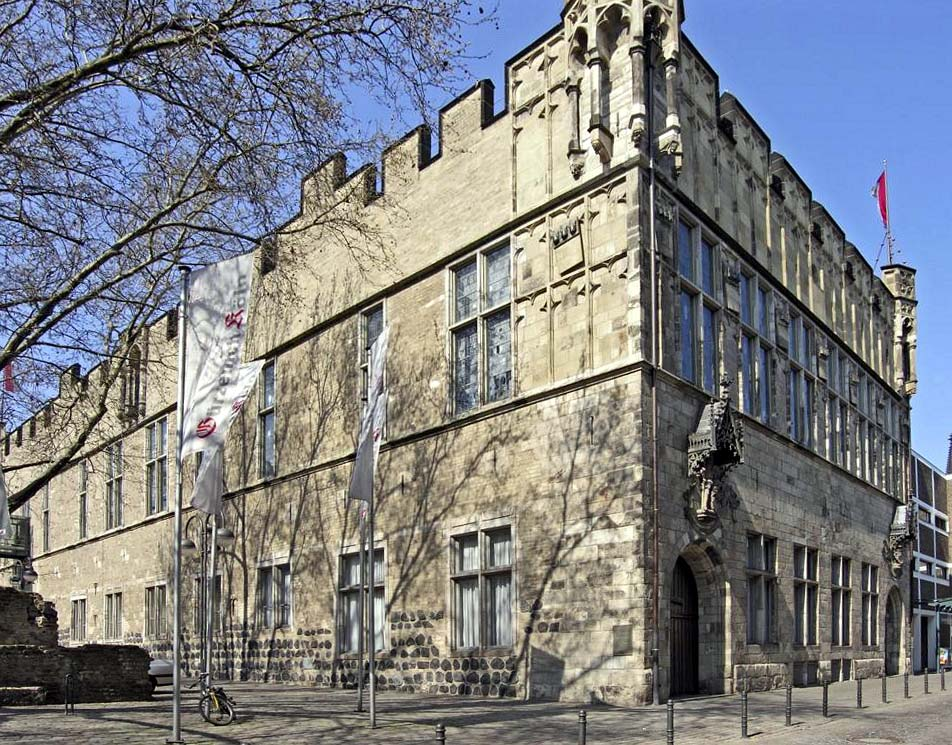
Köln gürzenich

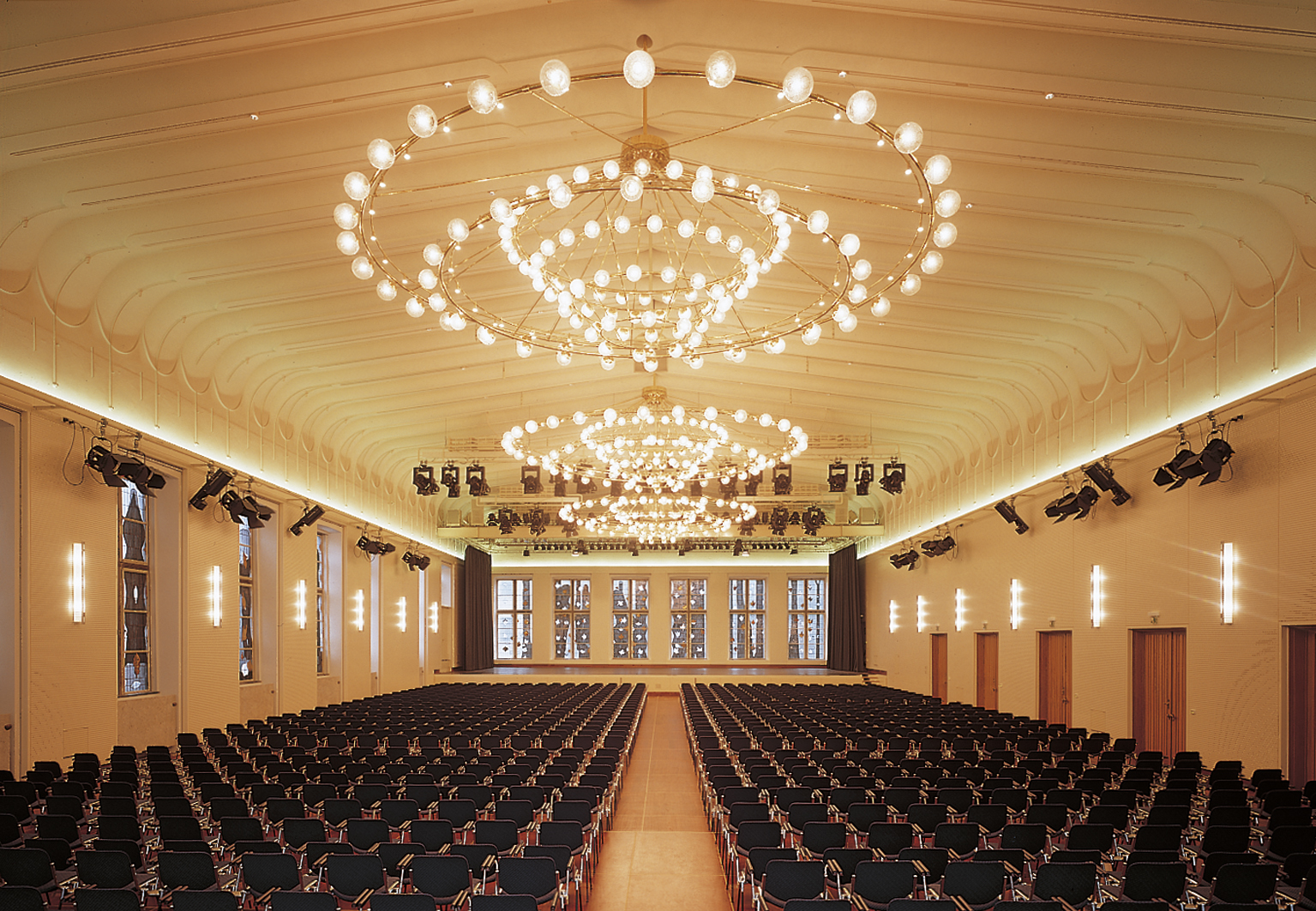
Gürzenich – Sala magnífica

La orquesta tiene sus orígenes en 1827 cuándo un grupo de burgueses de Colonia patrocinó la creación del "Cölner Concert-Gesellschaft" (Sociedad de Conciertos de Colonia) para dar "Gesellschaftskonzerte" (conciertos de Sociedad) y "Abonnementskonzerte" (conciertos de suscripción). La orquesta empezó a dar conciertos en la Sala Gürzenich en 1857, de lo que deriva su nombre actual. En 1986, la orquesta tomó residencia en la Kölner Philharmonie. La orquesta también actúa en producciones de ópera, en la Ópera de Colonia.
Dmitrij Kitajenko desde 2009 y  durante décadas ha sido director honorario de la Orquesta Gürzenich de Colonia y juntos han producido destacadas grabaciones. Su grabación completa de las sinfonías de Shostakóvich ha recibido prestigiosos premios, así como su ciclo de Prokófiev que fue recibido con entusiasmo. Su ciclo de Tchaikovsky fue dirigido a principios de 2014 con la séptima sinfonía y el concierto para piano n.º 3, y todavía se considera una grabación de referencia. Esta colaboración artística de gran éxito continúa con un álbum del ciclo Rachmaninoff. 
Desde 2003 el Gürzenich-Kapellmeister o director principal de la Orquesta Gürzenich, ha sido Markus Stenz. En febrero de 2014, la ciudad de Colonia anunció la contratación de François-Xavier Roth como el próximo Generalmusikdirektor (GMD) de la ciudad de Colonia, lo cual incluye el puesto de Gürzenich-Kapellmeister. Roth comenzó como el 13.º Gürzenich-Kapellmeister el 1 de septiembre de 2015, con un contrato inicial de 5 años.

## Estrenos
Los estrenos mundiales dados por la Orquesta Gürzenich incluyen las obras siguientes:
- 1887: Johannes Brahms, Doble Concierto
- 1895: Richard Strauss, Till Eulenspiegel's Merry Pranks
- 1898: Richard Strauss, Don Quijote
- 1902: Gustav Mahler, Sinfonía n.º  3 (en colaboración con Städtischen Kapelle Krefeld)
- 1904: Gustav Mahler, Sinfonía n.º  5
- 1907: Max Reger, Variations and Fugue on a Theme by Johann Adam Hiller para Orquesta
- 1964:  Bernd Alois Zimmermann, Sinfonía prosódica

## Directores
- Conradin Kreutzer (1840-1842)
- Heinrich Dorn (1843-1849)
- Ferdinand Hiller (1850-1884)
- Franz Wüllner (1884-1902)
- Fritz Steinbach (1903-1914)
- Hermann Abendroth, GMD (1915-1934)
- Eugen Papst (1936-1944)
- Günter Wand, GMD (1945-1974)
- Yuri Ahronovitch (1975-1986)
- Marek Janowski (1986-1990)
- James Conlon, GMD (1990-2002)
- Markus Stenz, GMD (2003-2015)
- François-Xavier Roth (2015-presente)

## Registros
La discografía de la orquesta incluye varios CD para EMI Classics de la música de Alexander von Zemlinsky, dirigidos por James Conlon.  En octubre de 2005 la orquesta comenzó a producir sus propios CD bajo el sello "GO live". Una característica única de estos registros es que son grabaciones de la actuación de la orquesta de esa misma noche, disponibles a los 5 minutos del fin del concierto para la compra por los miembros de audiencia.